# Moenkemeyera macroglossa
Moenkemeyera macroglossa là một loài Rêu trong họ Fissidentaceae. Loài này được Broth. mô tả khoa học đầu tiên năm 1931.